# Aleksandrovo (Lovetsj)
Aleksandrovo (Bulgaars: Александрово) is een dorp in Bulgarije. Het is gelegen in de gemeente Lovetsj, oblast Lovetsj.

## Bevolking
Op 31 december 2020 werden er 1.336 inwoners in het dorp Aleksandrovo geregistreerd door het Nationaal Statistisch Instituut van Bulgarije. Het aantal inwoners vertoont al jaren een dalende trend: in 1946 telde het dorp nog 3.483 inwoners.
In het dorp wonen etnische Bulgaren en etnische Turken. In 2011 identificeerden 828 van de 1.337 ondervraagden zichzelf als etnische Bulgaren - 61,9% van de ondervraagden, terwijl 447 ondervraagden - 33,4% - zichzelf etnische Turken noemden. 
| Etnische samenstelling van de respondenten (2011) | Etnische samenstelling van de respondenten (2011) | Etnische samenstelling van de respondenten (2011) | Etnische samenstelling van de respondenten (2011) | Etnische samenstelling van de respondenten (2011) |
| ------------------------------------------------- | ------------------------------------------------- | ------------------------------------------------- | ------------------------------------------------- | ------------------------------------------------- |
|                                                   |                                                   |                                                   |                                                   |                                                   |
| Bulgaren                                          | Bulgaren                                          |                                                   | 61,9%                                             | 61,9%                                             |
| Turken                                            | Turken                                            |                                                   | 33,4%                                             | 33,4%                                             |
| Roma                                              | Roma                                              |                                                   | 0,9%                                              | 0,9%                                              |
| Anders/Onbekend                                   | Anders/Onbekend                                   |                                                   | 3,8%                                              | 3,8%                                              |